# コンプレックス産業
コンプレックス産業（コンプレックスさんぎょう）とは、顧客の「劣等コンプレックス（→劣等感、外見・内面の問題）」を解決し、それに対する対価を得る産業。
以後、本項で「コンプレックス」とした場合は、主に劣等感を意味する和製英語の一種であるが、これらの産業ではしばしば、当人が普段意識していない劣等感を煽ることで市場の拡大を目指す業者も見られ、これら業態では、当人に内在する複合的な人格の構成要素を、劣等感と結びつける事で商業化しているともいえよう。（後述）
ここでいうコンプレックスは厳密な心理学用語や『複合企業体』、石油コンビナート、シネマコンプレックスなどの概念とは異なる。

## 概要
これに属する業態・職種は多岐に渡り、また取り扱う商品・サービスも多岐に渡る。これらでは利用者が「人には知られたくない」という強い欲求もあることから、顧客の情報は厳重に管理される事も多いが、その一方で「人の弱みに付け込む」ような悪徳商法も見られる。
「他人より劣っている」「魅力が不足している」といったコンプレックスは、当人には簡単に克服できなかったり、解消できなかったりするものが多い。コンプレックス産業では、このような人の心理的な問題を解決して、当人に自信を持たせる事で対価を得ている。その解消方法も、練習や学習による習得や、物品を使用させる事で欠点を隠したり、または何等かの操作で肉体や行動を矯正したりする。
とはいえ、先に挙げた悪徳商法に類される物では、効果の不確かな物品を売りつけたり、または必ずしも有効ではない方法を提供し、消費者を惑わせるケースも多い。

## 負の側面
これら業態では、様々な面で人の劣等感を解消するサービスを提供している。しかし本来の意味では、全く問題が無いような事柄を、さも劣っているように認識ないし誤認させて、これを市場の、ひいては自らの利益を成長・拡大するために用いているケースも見られる。コンプレックス産業自体が、人々にコンプレックスを誘起し、それを「改善」するというようにマッチポンプが行われている。そいう意味ではマルチ商法と似ている面も持っており、マルチ商法だと指摘する人もいる。
コンプレックスとは相対的なものであり、際限のない改良への希求につながってしまうこともある。また、やせている方が素晴らしいというように社会の価値基準の一元化、ある意味では個性的特徴の剥奪が行われることになってしまう。

### 肥満と同産業
たとえば肥満であるが、日本では健康面で悪影響を与えたりするような、いわゆる「医学上の肥満」は2割前後であるが、キリンビールが2006年6月に行った調査では、6 - 8割前後の日本人は自分を肥満だと考えているなど、実情と感覚の開きがみられる。
これらには、マスメディア上の芸能人に概ねスリム体型が多い事にも絡むが、その一方でダイエット関連の業界では、盛んに肥満に対するネガティブなイメージを発信しており、これはインターネット・ウェブサイト上の広告バナーですら、水着のシーズンが目前であるからとしてダイエット関連の商品を宣伝する様子も見られ、また太っている事を、笑い者とするような表現も散見される。
実質に於いて肥満は、遺伝性の身体的特徴と、近代以降の先進国では食糧事情が改善した事による文明病とも言えるわけだが、その一方でダイエット関連のコンプレックス産業では、様々なダイエットグッズやサプリメントを発売している。この中には、健康を害するために問題視されるダイエット方法もしばしば出ている。ダイエット関連の問題では、摂食障害を引き起こした人も見られ、極端なケースでは痩せ過ぎることによる健康被害まで報告されている。
エステティックサロンから健康食品・各種運動器具などダイエット絡みの市場は広範囲にわたっている。

### 美容整形関連
美容整形分野では、特に手術に関するトラブルもしばしば発生、社会問題となっている。この中では手術に伴う不安に便乗して様々なケア用品を売る業態もみられ、他方では一回の手術費用が相当額に達し、ローンなどでも高額となりがちなことにも絡んで、術後の結果に満足していなくても、ローンはローン会社との契約で美容整形外科の手術契約とは別口となり、支払いを続けなければならないといった消費者からの相談も国民生活センターなどに寄せられている。
似たような問題は、テレビ、ラジオ、新聞などマスコミに頻繁に紹介される一部の美容整形外科がある。実質的に人体機能に何ら支障の無いケースを術前・術後の広告中で患者に劣等感を抱かせ手術をさせようとする傾向が見られ、またそういった紹介内容が医学情報と混同される可能性がある。同問題では羞恥心も手伝って、女性の場合は医療機器とは全く異なる豊胸機器や、効果の証明のない痩身用食品、男性の場合は、身長を伸ばす効果や、髭が薄くなる効果を標榜するなんの公的承認のない機器や商品、大人のおもちゃの域の「男性自身を矯正できるグッズ」などを購入・利用し、器具使用上の問題により人体に甚大な傷を負うケースも報告されている。通常の社会生活が送れないような怪我や体の欠損には健康保険が適用され、当然、自由診療の美容整形外科よりも安価に治療を受けることができる。現在、広く行われている降鼻、二重瞼、脂肪吸引による痩身、豊胸手術、脱毛、人工植毛など自由診療の美容整形手術自由診療（保険外診療）は、病気や怪我を直すという医療保険の視点では治すべき症例とは考えないし、術後、患者の生き方自体に前向き姿勢を与えるとのポジティブな効果を評価する反面、一部には稚拙な施術によりコンプレックス産業の餌食になっていると警告する形成外科関係者もいる。
日本の一部の美容外科は、セックスや自慰行為が可能で容易に亀頭が露出できる正常な陰茎に対し「仮性包茎」という概念、産業を意図的に作り出し「包茎は女性に嫌われる」とか「包茎が原因でセックス相手の女性が子宮ガンになる」などといった、医学的には荒唐無稽に近い宣伝を繰り広げ多くの男性にコンプレックスを植え付け、外科的手術を勧めた。自費診療として、法外な医療費を請求する例も見受けられる。（詳しくは仮性包茎を参照）